# John Hartle
John Hartle (Chapel-en-le-Frith, 22 december 1933 - Scarborough, 31 augustus 1968) was een Brits motorcoureur.

## Carrière
| BSA Gold Star             |
| AJS 7R Boy Racer          |
| Norton Manx               |
| MV Agusta 500 4C uit 1960 |
| Honda RC 162              |
| Matchless G50             |

John Hartle begon in 1952 te racen. Hij was toen in dienst van Eric Bowers Motorcycles en reed met een BSA Gold Star op Brough Aerodrome, een voormalig vliegveld nabij Brough en in 1953 op andere korte circuits zoals Cadwell Park en Oulton Park, maar ook op de 60 km-lange Snaefell Mountain Course tijdens de Manx Grand Prix met een 350cc-AJS Boy Racer en een 500cc-Norton Manx. In 1954 werd hij met een Norton Manx derde in de 350cc-Junior Race van de Manx Grand Prix. Hij startte in dat jaar ook op Oliver's Mount bij Scarborough, het circuit waar hij veertien jaar later zou verongelukken, maar waar een ongeluk in 1961 hem ook bijna twee jaar zou uitschakelen. In 1954 gebruikte hij voor beide wedstrijden in de Manx Grand Prix een Norton. In de Senior Race viel hij uit maar in de Junior Race werd hij derde.

### Wereldkampioenschap wegrace

#### 1955: Norton
In het seizoen 1955 debuteerde hij in het wereldkampioenschap wegrace. Als fabrieksrijder voor Norton startte hij in de meer professionele Isle of Man TT, waar hij in de Junior TT zesde werd. In de Ulster Grand Prix ging het veel beter: John Hartle werd zowel in de 350- als de 500cc-klasse tweede achter de Moto Guzzis van Bill Lomas. In het wereldkampioenschap 500 cc eindigde hij als achtste en in de 350cc-klasse als negende.

#### 1956: Norton
In het seizoen 1956 reed hij nog steeds in dienst van Norton. Het was het laatste seizoen van het fabrieksteam en men had de races op het vasteland al opgegeven. Hartle ging dan ook niet naar de grote Grands Prix op het continent. Norton stuurde haar coureurs Hartle en Jack Brett alleen naar de Isle of Man TT en de Ulster Grand Prix. In de Senior TT eindigde Hartle als tweede achter John Surtees met de MV Agusta 500 4C. Hij won zijn eerste Grand Prix, de 500cc-Ulster. In de 350cc-klasse werd hij in beide wedstrijden derde. In de stand van het wereldkampioenschap van 1956 werd hij in de 500cc-klasse derde en in de 350cc-klasse achtste. 

#### 1957
In het seizoen 1957, toen Norton haar fabrieksteam definitief had teruggetrokken, reed Hartle als privérijder met Nortons van Eric Bowers, die inmiddels de busonderneming Bowers Coaches had opgericht. Zijn enige podiumplaats scoorde hij toen hij in de 350cc-race van de Duitse Grand Prix derde werd. Opmerkelijk in 1957 was zijn eenmalige start met een fabrieks-MV Agusta 250 Monocilindrica Bialbero in de Grand Prix van België. Dat kwam vrijwel zeker doordat de eerste rijder van MV Agusta, Roberto Colombo, tijdens de trainingen verongelukt was. Hartle profiteerde ten volle van deze kans; hij won de 250 cc race vóór de sterke FB Mondial-rijders Sammy Miller en Cecil Sandford. Met dit ene resultaat werd hij vijfde in de 250cc-eindstand.

#### 1958: MV Agusta
Het seizoen 1958 was voor het team van MV Agusta bijzonder. De belangrijkste Italiaanse teams (FB Mondial, Moto Guzzi, Gilera en MV Agusta) hadden in september 1957 aangekondigd uit het wereldkampioenschap wegrace te stappen. Graaf Domenico Agusta kwam echter op die afspraak terug. Na het terugtrekken van de fabrieksteams van BMW en Norton en nu ook Guzzi en Gilera lag de overwinning in de 500cc-klasse immers voor het grijpen. Alle Italiaanse teammanagers waren het er in de jaren vijftig over eens dat voor een kans op de wereldtitel een Angelsaksische coureur ingehuurd moest worden. Die kenden de Snaefell Mountain Course op Man, en het Dundrod Circuit in Ulster. Overwinningen daar waren niet alleen nodig voor het wereldkampioenschap, maar vooral de Isle of Man TT stond internationaal in hoog aanzien. Tot dat moment had Agusta alleen geïnvesteerd in John Surtees, kansloos als het was tegen de viercilinders van Gilera. Maar nu huurde men op advies van Surtees ook John Hartle in. Surtees won de eerste vier wedstrijden in de 350- en de 500cc-klasse, waardoor het team de verre reis naar de Grand Prix van Zweden kon overslaan. Ook beide klassen in de laatste twee Grands Prix werden door Surtees gewonnen. Hartle viel in de Junior- en de Senior TT uit, maar in de Senior was hij intussen de tweede coureur ooit die de "Ton" (een rondesnelheid van meer dan 100 mijl per uur gemiddeld) reed, nadat Bob McIntyre dat in 1957 gedaan had. In de 350cc-klasse werd hij in alle andere wedstrijden tweede. In de 500cc-klasse werd hij in Nederland en Duitsland tweede, in België en Ulster derde en in de GP des Nations werd viel hij uit. In beide wereldkampioenschappen werd John Hartle tweede achter Surtees.

#### 1959: MV Agusta
Na dit overtuigende seizoen vond men bij MV Agusta dat Remo Venturi genoeg kwaliteiten had om tweede rijder te worden. Surtees zou in het land der blinden, waar geen tegenstand van betekenis meer was, immers met gemak opnieuw wereldkampioen worden. John Hartle kreeg wel nog 500cc-MV Agusta's voor de TT van Man en de Ulster GP, maar in beide wedstrijden viel hij uit. In de 350cc-klasse bleef hij wel tweede man, want Venturi reed alleen op Monza. Hartle werd derde in de Grand Prix van Frankrijk, tweede in de Junior TT en tweede in Zweden, waardoor hij in de 350cc-eindstand ook tweede werd.

#### 1960
In het seizoen 1960 trok MV Agusta de Rhodesiër Gary Hocking aan als tweede 350cc-rijder achter Surtees. John Hartle werd weer privérijder, maar voor de TT van Man, waar Hocking nauwelijks ervaring had, kreeg hij weer MV Agusta's. Hij werd in de Senior TT tweede achter Surtees. Hetzelfde leek in de Junior TT te gebeuren, maar na vier ronden verloor Surtees zijn derde versnelling en Hartle won. Daarna ging hij verder als privérijder met Nortons. In de 500cc-klasse werd hij achtste in België maar wist hij ook de Ulster Grand Prix te winnen. In de 350cc-klasse werd hij tweede in de Ulster en derde in Monza. Hij eindigde het seizoen als derde in beide klassen.

#### 1961: Blessure
Aanvankelijk nam Hartle in het eerste deel van het seizoen 1961 aan geen enkele race deel. Hij maakte gebruik van een bijzondere regeling die Honda bood. Honda verkocht nog geen productieracers, maar maakte het wel mogelijk om 250cc-fabrieksracers te huren. Mike Hailwood, Bob McIntyre maakten hier al gebruik van en Hartle deed dat halverwege het seizoen ook. Hij viel echter in alle WK-races uit, zowel in de 250- 350- als de 500cc-klassen. Het circuit van Oliver's Mount in Scarborough was hem weer niet goed gezind. Tijdens een nationale race viel hij hier hard, waardoor hij bijna het hele seizoen van 1962 nodig had om te herstellen. 

#### 1962: Tests voor Scuderia Duke
Al sinds 1960 probeerde Geoff Duke bij Giuseppe Gilera de oude Gilera 500 4C's, die al sinds 1957 opgeborgen waren, los te krijgen om er toch weer mee te gaan racen. MV Agusta was weliswaar ongenaakbaar geworden, maar dat kwam ook door een gebrek aan concurrentie van anderen. Duke was ervan overtuigd dat zelfs de overjarige Gilera's het goed zouden kunnen doen. Hij probeerde Gilera zover te krijgen Bob McIntyre op de Gilera in het wereldkampioenschap in te zetten. Dat lukte niet, maar eind 1962 stuurde de fabriek een machine naar Engeland voor tests door Derek Minter en John Hartle. Duke zorgde voor sponsoring door Castrol en Avon Rubber. Het team nam wel veel hooi op haar vork: zowel de 350cc-Gilera (alleen gebruikt in 1957 en nauwelijks raceklaar) als de 500cc-Gilera werden ingezet. Daardoor moesten de technische mensen veel te veel werk verzetten om de machines op het juiste niveau te brengen. Toch verliep de eerste test op Monza naar tevredenheid, hoewel Minter een van de vier 500cc-machines afschreef toen hij viel door een gebroken voorvork. 

#### 1963: Scuderia Duke

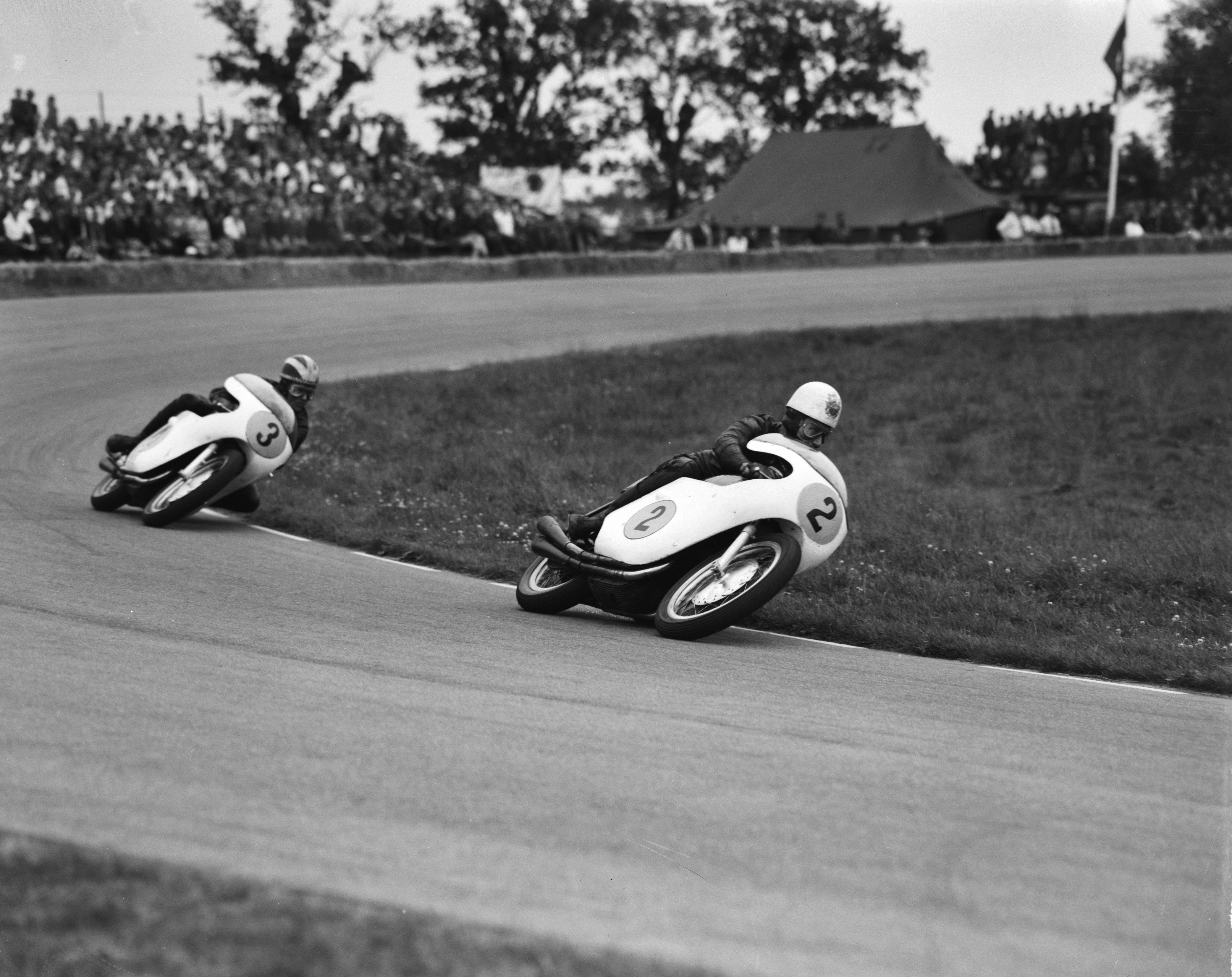
TT Assen 1963: Scuderia Duke-teamgenoten John Hartle en Phil Read.

In het seizoen 1963 werd het team Scuderia Duke een feit. Minter won wedstrijden in Silverstone, Brands Hatch en Oulton Park en in Imola werden Minter en Hartle eerste en tweede en versloegen ze de nieuwe ster van MV Agusta, Mike Hailwood. In mei racete Minter met een Norton op Brands Hatch. Hij crashte met Dave Downer op een 650 cc Dunstall Norton Domiracer. Downer overleed hierbij en Minter kwam in het ziekenhuis terecht. Hij werd bij "Scuderia Duke" vervangen door Phil Read. Die werd met de 350cc-Gilera derde in Hockenheim en Hartle werd tweede in de Junior TT. In de TT eindigde hij zijn race op drie cilinders nadat Read al was uitgevallen met een opgeblazen motor. Het team besloot zich op de 500cc-Gilera te concentreren en de 350cc-machines terug te sturen naar Italië. In de Senior TT werd Hartle tweede achter Hailwood, maar het verschil tussen beide was niet erg groot. De Senior was de openingsrace van het wereldkampioenschap. Tijdens de TT van Assen ging de MV Agusta kapot en Hartle en Read werden eerste en tweede met hun Gilera's. Dat was absoluut spectaculair: twee zes jaar oude motorfietsen op het podium. In Francorchamps werd Read tweede achter Hailwood. Intussen won Derek Minter, nog herstellende van zijn rugblessure, een wedstrijd in Oulton Park. Het wereldkampioenschap ging verder met de Ulster Grand Prix, waar Hailwood met de MV Agusta superieur was. Hartle en Minter werden tweede en derde, maar de snelste Gilera was bijna 9 km/h langzamer dan de MV Agusta. Read crashte in deze wedstrijd waarbij een tweede machine werd afgeschreven. Tijdens de Grand Prix van de DDR op de Sachsenring werd Minter tweede achter Hailwood, maar Hartle viel en de derde machine was total loss. De laatste machine werd naar de GP van Finland gestuurd en zou gereden worden door Hartle, maar problemen met de versnellingsbak zorgden voor een teleurstelling. Ondanks alles wilden zowel Duke als de Gilera fabriek een goed resultaat boeken in de laatste grand prix, de thuisrace in Monza. Een van de kapotte motorfietsen werd opgeknapt zodat er weer met twee machines gestart kon worden. Hartle crashte echter in de trainingen met de herstelde machine. Haastwerk bij de reparatie en de preparatie zorgde voor te trage en onbetrouwbare motorfietsen in de race. Ze vielen uit door olielekkages en kapotte versnellingsbakken. De directie van Gilera, teleurgesteld en vernederd, wees alle verzoeken om het experiment in 1964 voort te zetten van de hand, waardoor er al na één jaar een einde kwam aan Scuderia Duke. Het was het enige team geweest dat ondanks haar minimale budget toch nog enige tegenstand had kunnen bieden aan de MV Agusta van Mike Hailwood. John Hartle eindigde als derde in het 500 cc kampioenschap, Phil Read als vierde en Derek Minter als zevende. In de 350cc-eindstand werd Hartle zesde.

#### 1964: Blessure
In het seizoen 1964 reed John Hartle slechts één Grand Prix. Opmerkelijk genoeg niet in eigen land, maar in de Verenigde Staten. Op de Daytona International Speedway werd hij met een 500cc-Norton derde, waardoor hij in het wereldkampioenschap veertiende werd. Tijdens een internationale wedstrijd in Imola crashte hij hard, waardoor hij enkele jaren niet kon racen.

#### 1967: Triumph
Pas in het seizoen 1967 verscheen John Hartle eindelijk weer op een aantal circuits. In de Isle of Man TT startte hij meteen in drie klassen, en met succes. Als fabrieksrijder voor Triumph won hij de eerste Production 750 TT, werd zevende in de Junior TT met een Aermacchi Ala d'Oro en zesde in de Senior TT met een Matchless G50. Met de Matchless haalde hij in het wereldkampioenschap ook twee tweede plaatsen (DDR en Ulster), werd een keer vijfde (Tsjecho-Slowakije) en nog een keer zesde (Monza). In Finland werd hij tweede met een Norton Manx. Daardoor eindigde hij op de derde plaats van het 500cc-wereldkampioenschap van 1967. Dat was, zeker na twee jaar afwezigheid, een prima prestatie, maar hij was wel "best of the rest". De strijd in het 500cc-WK ging maar tussen twee rijders: Giacomo Agostini met de MV Agusta 500 3C en Mike Hailwood met de Honda RC 181. 

#### 1968
In 1968 begon John Hartle aan het seizoen met een Métisse- Matchless, waarmee hij in Duitsland uitviel. Voor de Isle of Man TT kreeg hij van MV Agusta een 500 3C voor de Senior en een 350 3C voor de Junior ter beschikking. In de Senior race ging het goed, tot hij bij Cronk-ny-Mona viel, waardoor Agostini moeiteloos kon winnen. In de Production 750 TT viel hij met een Triumph uit door een olielekkage, en daardoor miste hij ook de start van de Junior TT. Hij maakte het 500 cc seizoen af met de Métisse-Matchless, maar haalde alleen punten in Monza, waar hij derde werd achter Agostini en Renzo Pasolini. Agostini won in dat seizoen (waaraan Honda niet meer deelnam) álle races en werd wereldkampioen. John Hartle eindigde als zestiende in de eindstand. Met de Aermacchi werd hij derde in de North West 200.

## Overlijden
In alle seizoenen had John Hartle buiten het wereldkampioenschap gereden in nationale wedstrijden in het Verenigd Koninkrijk, maar ook in internationale wedstrijden op het vasteland. Ook in het seizoen 1968 startte hij op 31 augustus weer op Scarborough op het circuit van Oliver's Mount. Bij het uitaccelereren van een haarspeldbocht botste hij tegen een andere rijder en raakte zwaar gewond. Hij overleed aan zijn verwondingen.
John Hartle was trots op zijn geboortedorp Chapel-en-le-Frith en droeg het wapen van het dorp op de voorkant van zijn helm. In 2010 werd hij geëerd door een blauw-witte plaquette op het gebouw dat op de plaats van zijn huis stond. Op het eiland Man krijgt de winnaar van de Superstock TT de "John Hartle Trophy". Deze trophee werd in 1969 door Johns weduwe Shelagh voor het eerst uitgereikt aan de winnaar van de Production 750 TT, Malcolm Uphill.
Na zijn crematie werd de helft van zijn as verstrooid op de berg Snaefell op het eiland Man, de andere helft in de herinneringstuin van het crematorium van Northampton.
John Hartle liet zijn vrouw Shelagh en dochter Lesley achter.

## Wereldkampioenschap wegrace resultaten
(Races in cursief geven de snelste ronde aan, punten (tussen haakjes) zijn inclusief streepresultaten)
| Jaar | Klasse | Team          | Motorfiets                      | 1       | 2       | 3       | 4       | 5       | 6       | 7       | 8       | 9       | 10                                            | 11                             | 12                             | 13    | Punten                             | Plaats                                            | Overwinningen                   |                                                    | Wereldkampioen |
| ---- | ------ | ------------- | ------------------------------- | ------- | ------- | ------- | ------- | ------- | ------- | ------- | ------- | ------- | --------------------------------------------- | ------------------------------ | ------------------------------ | ----- | ---------------------------------- | ------------------------------------------------- | ------------------------------- | -------------------------------------------------- | -------------- |
| 1955 | 350 cc | Norton        | 40M Manx                        |         | FRA -   | IOM 6   | DUI -   | BEL -   | NED -   | ULS 2   | NAT -   |         |                                               |                                |                                |       | 7                                  | 9e                                                | 0                               | Bill Lomas, Moto Guzzi Monocilindrica 350          |                |
| 1955 | 500 cc | Norton        | 30M Manx                        | SPA -   | FRA -   | IOM 13  | DUI -   | BEL -   | NED -   | ULS 2   | NAT -   | 6       | 7e                                            | 0                              | Geoff Duke, Gilera 500 4C      |       |                                    |                                                   |                                 |                                                    |                |
| 1956 | 350 cc | Norton        | 40M Manx                        | IOM 3   | NED -   | BEL -   | DUI -   | ULS 3   | NAT -   |         |         |         |                                               |                                |                                |       | 8                                  | 8e                                                | 0                               | Bill Lomas, Moto Guzzi Monocilindrica 350          |                |
| 1956 | 500 cc | Norton        | 30M Manx                        | IOM 2   | NED -   | BEL -   | DUI -   | ULS 1   | NAT -   | 14      | 3e      | 1       | John Surtees, MV Agusta 500 4C                |                                |                                |       |                                    |                                                   |                                 |                                                    |                |
| 1957 | 250 cc | MV Agusta     | 250 Bicilindrica                | DUI -   | IOM -   | NED -   | BEL 1   | ULS -   | NAT DNF | 8       | 5e      | 1       | Cecil Sandford, Mondial 250 Bialbero          |                                |                                |       |                                    |                                                   |                                 |                                                    |                |
| 1957 | 350 cc | Privé         | Norton 40M                      | DUI 3   | IOM DNF | NED 6   | BEL -   | ULS 4   | NAT 6   | 11      | 5e      | 0       | Keith Campbell, Moto Guzzi Monocilindrica 350 |                                |                                |       |                                    |                                                   |                                 |                                                    |                |
| 1957 | 500 cc | Privé         | Norton 30M                      | DUI -   | IOM -   | NED -   | BEL DNF | ULS DNF | NAT 9   | 0       | -       | 0       | Libero Liberati, Gilera 500 4C                |                                |                                |       |                                    |                                                   |                                 |                                                    |                |
| 1958 | 350 cc | MV Agusta     | 350 4C                          | IOM DNF | NED 2   | BEL 2   | DUI 2   | ZWE -   | ULS 2   | NAT 2   |         |         |                                               |                                |                                |       | 24 (30)                            | 2e                                                | 0                               | John Surtees, MV Agusta 350 4C                     |                |
| 1958 | 500 cc | MV Agusta     | 500 4C                          | IOM DNF | NED 2   | BEL 3   | DUI 2   | ZWE -   | ULS 3   |         | 20      | 2e      | 0                                             | John Surtees, MV Agusta 500 4C |                                |       |                                    |                                                   |                                 |                                                    |                |
| 1958 | 500 cc | MV Agusta     | 500 6C                          |         |         |         |         |         |         | NAT DNF | 20      | 2e      | 0                                             | John Surtees, MV Agusta 500 4C |                                |       |                                    |                                                   |                                 |                                                    |                |
| 1959 | 350 cc | MV Agusta     | 350 4C                          | FRA 3   | IOM 2   | DUI -   |         |         | ZWE 2   | ULS DNF | NAT -   |         |                                               |                                |                                |       | 16                                 | 2e                                                | 0                               | John Surtees, MV Agusta 350 4C                     |                |
| 1959 | 500 cc | MV Agusta     | 500 4C                          | FRA -   | IOM DNF | DUI -   | NED -   | BEL -   |         | ULS DNF | NAT -   | 0       | -                                             | 0                              | John Surtees, MV Agusta 500 4C |       |                                    |                                                   |                                 |                                                    |                |
| 1960 | 350 cc | MV Agusta     | 350 4C                          |         | IOM 1   |         |         |         |         |         |         |         |                                               |                                |                                |       | 18                                 | 3e                                                | 1                               | John Surtees, MV Agusta 350 4C                     |                |
| 1960 | 350 cc | Privé         | Norton 40M                      | FRA -   |         | NED -   |         |         | ULS 2   | NAT 3   |         |         |                                               |                                |                                |       | 18                                 | 3e                                                | 1                               | John Surtees, MV Agusta 350 4C                     |                |
| 1960 | 500 cc | MV Agusta     | 500 4C                          |         | IOM 2   |         |         |         |         |         | 16      | 3e      | 1                                             | John Surtees, MV Agusta 500 4C |                                |       |                                    |                                                   |                                 |                                                    |                |
| 1960 | 500 cc | Privé         | Norton 30M                      | FRA -   |         | NED DNF | BEL 8   | DUI -   | ULS 1   | NAT 6   | 16      | 3e      | 1                                             | John Surtees, MV Agusta 500 4C |                                |       |                                    |                                                   |                                 |                                                    |                |
| 1961 | 250 cc | Privé         | Honda RC 162                    | SPA -   | DUI -   | FRA -   | IOM -   | NED -   | BEL DNF | DDR -   | ULS DNF | NAT DNF | ZWE -                                         | ARG -                          |                                |       | 0                                  | -                                                 | 0                               | Mike Hailwood, Mondial 250 Bialbero / Honda RC 162 |                |
| 1961 | 350 cc | Privé         | Norton 40M                      |         | DUI -   |         | IOM -   | NED -   |         | DDR -   | ULS DNF | NAT DNF | ZWE -                                         |                                | 0                              | -     | 0                                  | Gary Hocking, MV Agusta 350 4C / MV Privat 350 4C |                                 |                                                    |                |
| 1961 | 500 cc | Privé         | Norton 30M                      |         | DUI -   | FRA -   | IOM -   | NED -   | BEL DNF | DDR -   | ULS DNF | NAT DNF | ZWE -                                         | ARG -                          | 0                              | -     | 0                                  | Gary Hocking, MV Agusta 500 4C / MV Privat 500 4C |                                 |                                                    |                |
| 1963 | 350 cc | Scuderia Duke | Gilera 350 4C                   |         | DUI DNF |         | IOM 2   | NED -   |         | ULS -   | DDR -   | FIN -   | NAT -                                         |                                | JAP -                          |       | 6                                  | 6e                                                | 0                               | Jim Redman, Honda RC 171                           |                |
| 1963 | 500 cc | Scuderia Duke | Gilera 500 4C                   |         |         |         | IOM 2   | NED 1   | BEL 15  | ULS 2   | DDR DNF | FIN DNF | NAT -                                         | ARG -                          |                                | 20    | 3e                                 | 1                                                 | Mike Hailwood, MV Agusta 500 4C |                                                    |                |
| 1964 | 500 cc | Privé         | Norton 30M                      | VST 3   |         |         | IOM -   | NED -   | BEL -   | DUI -   | DDR -   | ULS -   | FIN -                                         | NAT -                          |                                | 4     | 14e                                | 0                                                 | Mike Hailwood, MV Agusta 500 4C |                                                    |                |
| 1967 | 350 cc | Privé         | Aermacchi Ala d'Oro 350         |         | DUI -   |         | IOM 7   | NED -   |         | DDR -   | TSL -   |         | ULS -                                         | NAT -                          |                                | JAP - | 0                                  | -                                                 | 0                               | Mike Hailwood, Honda RC 174                        |                |
| 1967 | 500 cc | Privé         | Métisse-Matchless G50           |         | DUI -   |         | IOM 6   | NED -   | BEL -   | DDR 2   | TSL 5   | FIN 2   | ULS 2                                         | NAT 6                          | CAN -                          |       | 22                                 | 3e                                                | 0                               | Giacomo Agostini, MV Agusta 500 3C                 |                |
| 1968 | 350 cc | Privé         | Métisse-Aermacchi Ala d'Oro 350 | DUI 7   |         |         | NED -   |         | DDR -   | TSL -   |         | ULS -   | NAT (†)                                       |                                |                                |       | 0                                  | -                                                 | 0                               | Giacomo Agostini, MV Agusta 350 3C                 |                |
| 1968 | 350 cc | MV Agusta     | 350 3C                          |         |         | IOM DNS |         |         |         |         |         |         |                                               |                                |                                |       | 0                                  | -                                                 | 0                               | Giacomo Agostini, MV Agusta 350 3C                 |                |
| 1968 | 500 cc | Privé         | Cowles-Métisse-Matchless G50    | DUI DNF | SPA -   |         | NED 9   | BEL 11  | DDR 9   | TSL DNF | FIN -   | ULS 3   | NAT (†)                                       | 4                              | 16e                            | 0     | Giacomo Agostini, MV Agusta 500 3C |                                                   |                                 |                                                    |                |
| 1968 | 500 cc | MV Agusta     | 500 3C                          |         |         | IOM DNF |         |         |         |         |         |         |                                               | 4                              | 16e                            | 0     | Giacomo Agostini, MV Agusta 500 3C |                                                   |                                 |                                                    |                |

## Trivia

### Niet voor 15 pond
John Hartle werd in 1968 door MV Agusta gevraagd om Giacomo Agostini te ondersteunen in de Junior TT en de Senior TT. Na een val in de Production TT met een Triumph bij Windy Corner was hij niet fit genoeg voor de Junior TT, maar de Senior TT kon hij wel rijden. De MV Agusta 500 4C had echter een onwillige versnellingsbak en daardoor ging hij Cronk-ny-Mona veel te snel in, waardoor hij opnieuw viel. Toen iemand hem lachend vroeg waarom hij twee afgelegen plaatsen als Windy Corner en Cronk-ny-Mona had gekozen om te vallen zei hij: "Voor 15 pond startgeld doe ik het niet voor de Grandstand."